# Estació d'Alacant-Benalua
L'estació d'Alacant-Benalua, també coneguda com a estació d'Andalusos, va ser una estació ferroviària de caràcter terminal que va existir a la localitat valenciana d'Alacant. Va estar operativa entre 1888 i 1974.

## Situació ferroviària
Està situada al pq 0,1 del ramal que enllaça l'estació de Sant Gabriel amb Alacant-Benalua. A més, antigament constituïa l'estació terminal de la línia Múrcia-Alacant, si bé l'estació d'Alacant-Terminal assumiria aquest rol.

## Història
L'estació, construïda per la Companyia dels Ferrocarrils Andalusos, va entrar en servei en 1888. Fins a aquest moment, des de la inauguració de la línia Múrcia-Alacant en 1884 només hi havia hagut un senzill edifici de viatgers. El complex ferroviari es trobava situat a l'alacantí barri de Benalua, aleshores pràcticament deshabitat. A la ciutat coexistia amb l'estació de Madrid, operada per la companyia MSA, que mantenia connexions amb Madrid i la Meseta.
En 1941, amb la nacionalització dels ferrocarrils d'ample ibèric, l'estació va quedar integrada a la Red Nacional de los Ferrocarriles Españoles (RENFE). L'any 1974 va deixar de prestar serveis i va ser emprada des de llavors com a dipòsit de material per RENFE. Els trens procedents de Múrcia van ser traslladats fins a l'estació d'Alacant-Terminal, on es van centralitzar els serveis ferroviaris. Després de la seua clausura, les instal·lacions van estar abandonades durant molts anys i van deteriorar-se, si bé la platja de vies ha continuat utilitzant-se per acollir serveis logístics i de mercaderies.
Des del 31 de desembre de 2004, Renfe Operadora explota la línia, mentre que Adif és la titular de les instal·lacions ferroviàries.
En l'actualitat, l'edifici de viatgers ha estat restaurat i ocupa la seu de la Casa Mediterrani.